# The Christmas in You
The Christmas in You släpptes den 16 november 2005  på Lionheart International AB och är ett julalbum av den svenska pop- och contrysångerskan Jill Johnson. Albumet spelades in i orten Nashville i delstaten Tennessee i USA. Det låg som högst på tredje plats på den svenska albumlistan, där den återinträdde även inför de kommande två årens julhelger. En återlansering utkom 2008 innehållande 2 nya låtar.

## Låtlista
1. When Christmas Was Mine (fanns ej med på originalutgåvan)
2. The Christmas in You
3. The Angels Cried
4. What Child Is This?
5. Big Bag Of Money (fanns ej med på originalutgåvan)
6. Blue December
7. Merry Christmas to You
8. Blame it on Christmas
9. Winter in July
10. Have Yourself a Merry Little Christmas
11. First Christmas in You
12. The Christmas Song
13. O Come All Ye Faithful (Adeste Fideles)
14. I Bring Christmas Back to You
15. I Want You for Christmas
16. I Wanna Wish You All a Merry Christmas
17. Down to the River to Pray

## Medverkande
- Jill Johnson - sång
- Scott Baggett - producent
- Greg Morrow - trummor, slagverk
- Mike Brignardello - bas
- Pat Buchanan - gitarr
- Tony Harrell - piano, synt

## Listplaceringar
| Lista (2005-2007) | Topplacering |
| ----------------- | ------------ |
| Sverige           | 3.           |

### Fotnoter
1. 1 2  Jill Johnsons diskografi - The Christmas in You Arkiverad 13 augusti 2010 hämtat från the Wayback Machine.
2. ↑  Placeringar på den svenska albumlistan